# 下普勒耶希鄉
46°14′0″N 26°6′0″E / 46.23333°N 26.10000°E
下普勒耶希鄉（羅馬尼亞語：Comuna Plăieșii de Jos, Harghita），是羅馬尼亞的鄉份，位於該國中部，由哈爾吉塔縣負責管轄，面積303平方公里，海拔高度700米，2007年人口2,991，人口密度每平方公里10人。